# Dispozitiv de introducere a aței în ac

Un sistem pentru introducerea aței în ac

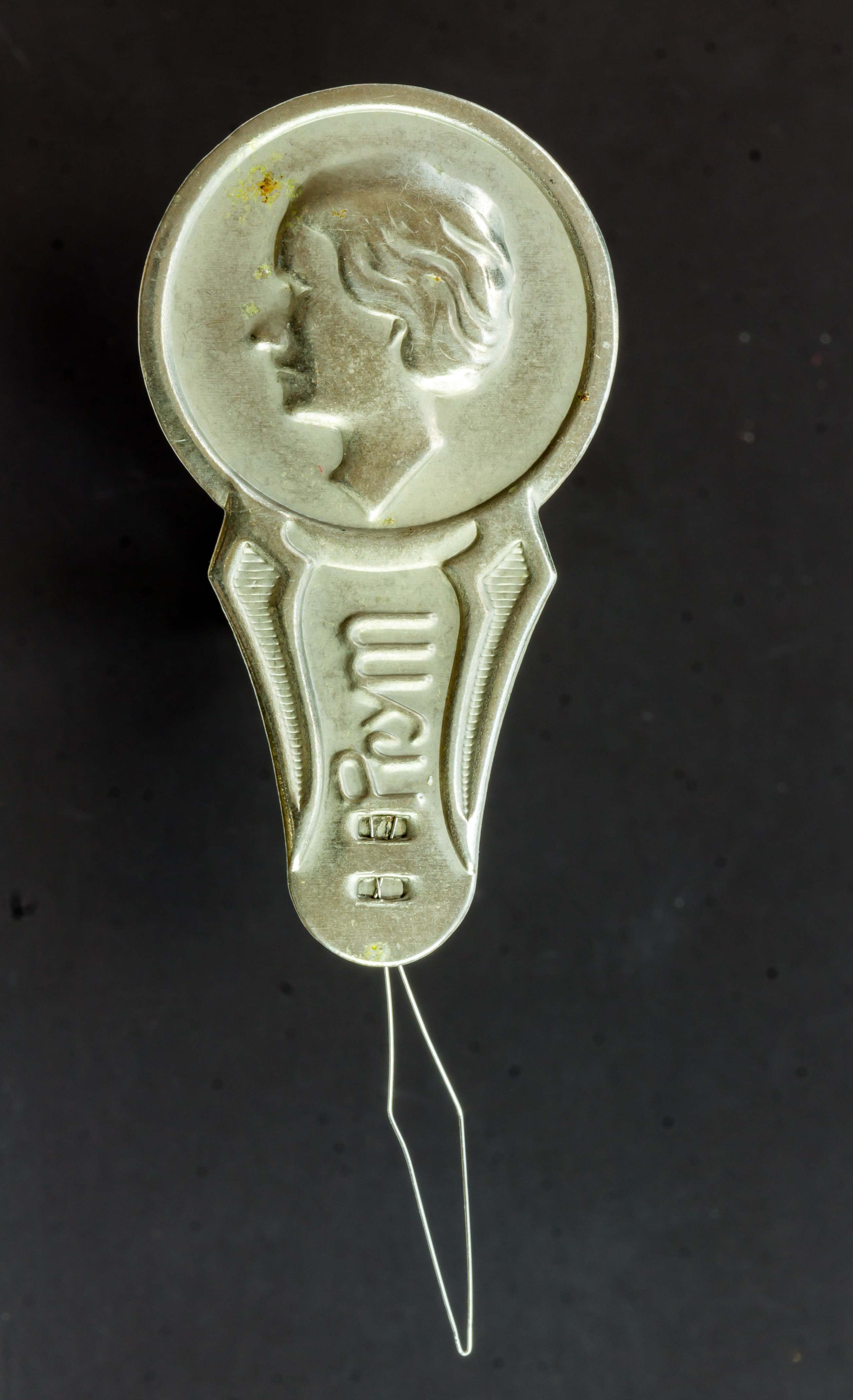

Un dispozitiv pentru introducerea aței în ac este un mic aparat ce ajută o persoană să efectueze mai ușor operația manuală de trecere a aței prin ochiul unui ac. Astăzi sunt populare aparatele cu design victorian, ce constau într-un cap sub formă de disc cu capul Reginei vizibil în lateral și o buclă metalică subțire și flexibilă, având de obicei formă de romb.